# كاميرون ميتشيل (مغن مؤلف)
كاميرون ميتشيل (بالإنجليزية: Cameron Mitchell)‏ هو مغن مؤلف أمريكي، ولد في 15 فبراير 1990 في كوليفيل في الولايات المتحدة.

## وصلات خارجية
- كاميرون ميتشيل على موقع ميوزك برينز (الإنجليزية)